# 越南勾儿茶
越南勾儿茶（学名：Berchemia annamensis）为鼠李科勾儿茶属下的一个种。

## 扩展阅读
- 維基物種上的相關：越南勾儿茶